# Fidelis Włodarski
Fidelis Teofil Włodarski (ur. 6 lutego 1896, zm. 16 października 1969) – podpułkownik piechoty Wojska Polskiego i Polskich Sił Zbrojnych, kawaler Orderu Virtuti Militari.

## Życiorys

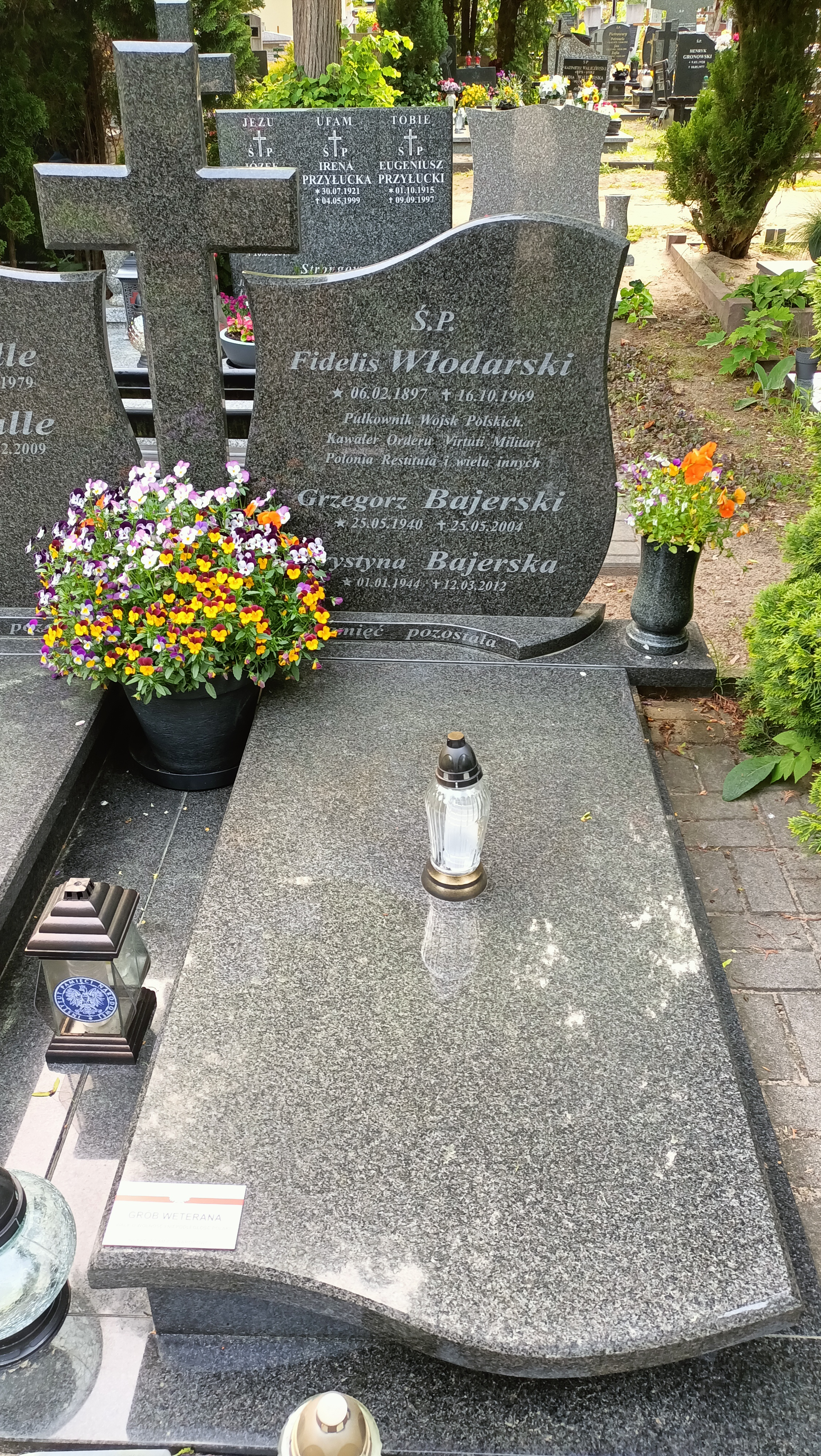
Grób Fidelisa Włodarskiego na cmentarzu Oliwskim w Gdańsku

Do Wojska Polskiego został przyjęty z byłych Korpusów Wschodnich i byłej armii rosyjskiej. Służył w 55 Pułku Piechoty w Lesznie. 18 lutego 1928 został mianowany majorem ze starszeństwem z 1 stycznia 1928 i 116. lokatą w korpusie oficerów piechoty. W kwietniu tego roku został przeniesiony do 79 Pułku Piechoty w Słonimie na stanowisko oficera sztabowego pułku. W lipcu 1929 został przesunięty na stanowisko dowódcy batalionu. W marcu 1930 został przeniesiony do 41 Pułku Piechoty w Suwałkach na stanowisko dowódcy batalionu. W grudniu 1932 został przesunięty na stanowisko kwatermistrza, a w kwietniu 1935 ponownie na stanowisko dowódcy batalionu.
Na stopień podpułkownika został mianowany ze starszeństwem z 19 marca 1939 i 12. lokatą w korpusie oficerów piechoty. W tym samym czasie pełnił służbę w Górnośląskiej Brygadzie Obrony Narodowej w Katowicach na stanowisku oficera sztabu.
W latach 1940–1941 był zastępcą dowódcy Batalionu Strzelców Podhalańskich 7 Brygady Kadrowej Strzelców. Od 25 maja 1943 był dowódcą 2 Batalionu Grenadierów.
W 1952 wyemigrował z Francji lub Anglii do USA.
Zmarł 16 października 1969 i został pochowany na cmentarzu Oliwskim.

## Ordery i odznaczenia
- Krzyż Srebrny Orderu Wojskowego Virtuti Militari[20] nr 0724 (13 kwietnia 1921)
- Krzyż Walecznych (czterokrotnie)[20]
- Złoty Krzyż Zasługi (16 marca 1934)[21]
- Medal Pamiątkowy za Wojnę 1918–1921
- Medal Dziesięciolecia Odzyskanej Niepodległości
- Odznaka za Rany i Kontuzje (dwukrotnie)